# Панкрушихинский район
Панкруши́хинский райо́н — административно-территориальное образование (сельский район) и муниципальное образование (муниципальный район) в  Алтайском крае России.
Административный центр — село Панкрушиха, расположенное в 225 км от Барнаула.

## География
Район расположен на северо-западе края. Граничит с Хабарским, Суетским, Баевским, Каменским, Крутихинским районами края и Новосибирской областью.
Площадь — 2700 км².
Рельеф — складчатая поверхность Приобского плато. Климат континентальный. Средняя температура января −18,7 °C, июля +22 °C. Годовое количество атмосферных осадков — 465 мм. По территории района протекают реки Бурла, Паньшиха, расположено более 20 озёр, в том числе Русаки, Конево, Ванино, Старинское, Боровлянское, Лебяжье. Почвы — чернозёмы среднегумусные, лесные, супесчаные, встречаются солонцовые. По территории района проходит ленточный бор, много берёзовых колков. Растут сосна, берёза, черёмуха, осина, ива, жёлтая акация. Обитают из зверей — лось, косуля, лиса, заяц, белка, хорек, норка; из птиц — гусь, утка, кулик, глухарь, тетерев, куропатка; из рыб — карась, линь, щука, окунь, налим, чебак.

## История
Образован 12 сентября 1924 года.
1 октября 1933 года район был упразднён, отошли к Баевскому району - Береговский, Зятьковский, Кривинский, Павловский и Черкасовский сельсоветы, Панкрушихинского района; к Каменскому району - сельсоветы Панкрушихинского района: Высокогривский, Коневский, Ново-петровский, Панкрушихинский и Подойниковский; к Кочковскому району - Велижанский, Зыковский, Луговской, Николаевский, Петровский и Романовский сельсоветы Панкрушихинского района; к Хабарскому району - Урываевский сельсовет, Панкрушихинского района.

## Население
| 1959    | 1996    | 1997    | 1998    | 1999    | 2000    | 2001    |
| ------- | ------- | ------- | ------- | ------- | ------- | ------- |
| 27 882  | ↘17 901 | ↘17 701 | ↘17 600 | ↘17 501 | ↘17 400 | ↘17 301 |
| 2002    | 2003    | 2004    | 2005    | 2006    | 2007    | 2008    |
| ↘17 000 | ↘16 646 | ↘16 280 | ↘15 907 | ↘15 530 | ↘15 280 | ↘15 088 |
| 2009    | 2010    | 2011    | 2012    | 2013    | 2014    | 2015    |
| ↘15 053 | ↘13 364 | ↘13 308 | ↘13 033 | ↘12 774 | ↘12 590 | ↘12 351 |
| 2016    | 2017    | 2018    | 2019    | 2020    | 2021    |         |
| ↘12 179 | ↘12 101 | ↘11 938 | ↘11 734 | ↘11 526 | ↘9555   |         |

### Национальный состав[17]
| национальность | национальность | мужчины | женщины | всего  | %    |
| -------------- | -------------- | ------- | ------- | ------ | ---- |
| русские        | русские        | 7 155   | 8 000   | 15 155 | 90,4 |
| немцы          | немцы          | 439     | 465     | 904    | 5,4  |
| казахи         | казахи         | 101     | 96      | 197    | 1,2  |
| украинцы       | украинцы       | 81      | 98      | 179    | 1,1  |
| цыгане         |                | 33      | 38      | 71     | 0,4  |
| армяне         | армяне         | 34      | 22      | 56     | 0,33 |
| белорусы       | белорусы       | 22      | 23      | 45     | 0,27 |
| татары         | татары         | 14      | 15      | 29     | 0,17 |
| итого:         | итого:         | 7 955   | 8 808   | 16 763 | 100  |

## Административно-муниципальное устройство
Панкрушихинский район с точки зрения административно-территориального устройства края включает 9 административно-территориальных образований — 9 сельсоветов.
Панкрушихинский муниципальный район в рамках муниципального устройства включает 9 муниципальных образований со статусом сельских поселений:
| № | Сельское поселение        | Административный центр | Количество населённых пунктов | Население (чел.) | Площадь (км²) |
| - | ------------------------- | ---------------------- | ----------------------------- | ---------------- | ------------- |
| 1 | Велижанский сельсовет     | село Велижанка         | 2                             | ↘703             | 272,53        |
| 2 | Железнодорожный сельсовет | посёлок Берёзовский    | 3                             | ↘415             | 25,71         |
| 3 | Зятьковский сельсовет     | село Зятьково          | 6                             | ↘1028            | 466,08        |
| 4 | Кривинский сельсовет      | село Кривое            | 3                             | ↘512             | 281,86        |
| 5 | Луковский сельсовет       | село Луковка           | 3                             | ↘840             | 312,29        |
| 6 | Панкрушихинский сельсовет | село Панкрушиха        | 2                             | ↘4155            | 327,28        |
| 7 | Подойниковский сельсовет  | село Подойниково       | 5                             | ↘1747            | 554,87        |
| 8 | Романовский сельсовет     | село Романово          | 2                             | ↘431             | 279,73        |
| 9 | Урываевский сельсовет     | село Урываево          | 4                             | ↘684             | 264,93        |

В 2011 году Зятьковский и Красноармейский сельсоветы объединены в Зятьковский сельсовет, а Высокогривский и Подойниковский сельсовет объединены в Подойниковский сельсовет.

### Населённые пункты
В Панкрушихинском районе 30 населённых пунктов.
В сносках к названию населённого пункта указана административно-территориальная принадлежность

| Панкрушиха    | ↘4108 |
| Подойниково   | ↘1087 |
| Велижанка     | ↘758  |
| Зятьково      | ↘753  |
| Луковка       | ↘699  |
| Высокая Грива | ↘541  |
| Романово      | ↘456  |
| Берёзовский   | ↘420  |
| Зыково        | ↘363  |
| Урываево      | ↘362  |

| Кривое          | ↘337 |
| Борисовский     | ↘307 |
| Береговое       | ↘283 |
| Ленский         | ↘217 |
| Конёво          | ↘158 |
| Панкрушиха      | ↘150 |
| Красноармейский | ↘132 |
| Кызылту         | ↘124 |
| Заречный        | ↘107 |
| Световская      | ↘94  |

| Петровский   | →90 |
| Алексеевский | ↘86 |
| Урываево     | →83 |
| Первомайский | ↘74 |
| Лебедиха     | ↘45 |
| Заря         | ↘38 |
| Павловский   | ↘36 |
| Бирючий      | ↘28 |
| Нефтебаза    | ↘0  |
| Ганёнок      | →5  |

## Экономика
Основное направление экономики — сельское хозяйство. Агропромышленный комплекс района представляют 20 сельскохозяйственных предприятий различных организационно-правовых форм и 73 фермерских хозяйства, включая малые предприятия. Продукция, производимая сельскохозяйственными предприятиями, реализуется на территории Алтайского края и за его пределами. Промышленность района представлена малым предприятием — «Панкрушихинские маслосырзавод». Кроме того, ряд предприятий имеют подсобные промышленные производства для обеспечения жизнедеятельности района (выпуск хлеба, хлебобулочных изделий, колбасных изделий, производство муки, пиломатериалы).

## Транспорт
В районе имеются 3 железнодорожные станции (Световская, Урываево и Панкрушиха). По территории района проходит автомобильная трасса Крутиха — Славгород.